# Mariage en Corée
 (mai 2023).
 (mai 2023).
La mise en forme du texte ne suit pas les recommandations de Wikipédia : il faut le « wikifier ».
Les points d'amélioration suivants sont les cas les plus fréquents. Le détail des points à revoir est peut-être précisé sur la page de discussion.
- Les titres sont pré-formatés par le logiciel. Ils ne sont ni en capitales, ni en gras.
- Le texte ne doit pas être écrit en capitales (les noms de famille non plus), ni en gras, ni en italique, ni en « petit »…
- Le gras n'est utilisé que pour surligner le titre de l'article dans l'introduction, une seule fois.
- L'italique est rarement utilisé : mots en langue étrangère, titres d'œuvres, noms de bateaux, etc.
- Les citations ne sont pas en italique mais en corps de texte normal. Elles sont entourées par des guillemets français : « et ».
- Les listes à puces sont à éviter, des paragraphes rédigés étant largement préférés. Les tableaux sont à réserver à la présentation de données structurées (résultats, etc.).
- Les appels de note de bas de page (petits chiffres en exposant, introduits par l'outil «  Source ») sont à placer entre la fin de phrase et le point final[comme ça].
- Les liens internes (vers d'autres articles de Wikipédia) sont à choisir avec parcimonie. Créez des liens vers des articles approfondissant le sujet. Les termes génériques sans rapport avec le sujet sont à éviter, ainsi que les répétitions de liens vers un même terme.
- Les liens externes sont à placer uniquement dans une section « Liens externes », à la fin de l'article. Ces liens sont à choisir avec parcimonie suivant les règles définies. Si un lien sert de source à l'article, son insertion dans le texte est à faire par les notes de bas de page.
- La présentation des références doit suivre les conventions bibliographiques. Il est recommandé d'utiliser les modèles {{Ouvrage}}, {{Chapitre}}, {{Article}}, {{Lien web}} et/ou {{Bibliographie}}. Le mode d'édition visuel peut mettre en forme automatiquement les références.
- Insérer une infobox (cadre d'informations à droite) n'est pas obligatoire pour parachever la mise en page.

Pour une aide détaillée, merci de consulter Aide:Wikification.
Si vous pensez que ces points ont été résolus, vous pouvez retirer ce bandeau et améliorer la mise en forme d'un autre article.
Le mariage en Corée marque un bon nombre des pratiques et des attentes des mariages dans d'autres sociétés. La pratique moderne est une combinaison de traditions anciennes et d'influences mondiales.

## Mariage en Corée prémoderne

### Mariage pendant la période Goryeo (918-1392)
Les mariages sous la dynastie Goryeo, du moins parmi la noblesse, étaient principalement contractés sur la base de considérations politiques et économiques.
Le roi Taejo, le fondateur de la dynastie Goryeo, avait 29 reines avec lesquelles il a noué des alliances avec d'autres familles aristocratiques. Cependant, plutôt que d'utiliser ses filles pour construire et renforcer des alliances, il a marié toutes ses filles sauf deux à leurs demi-frères. Une stratégie poursuivie par ses successeurs. La pratique consistant à marier des filles royales à des demi-frères a pris fin sous l'insistance de l'empire mongol, et les familles royales mongoles et coréennes ont échangé des princesses. Les rois de Goryeo ont épousé des princesses de la dynastie Yuan (empire mongol), à commencer par le mariage du roi Chungnyeol avec la fille de Kublai Khan. Au début de la période Goryeo, le mariage entre cousins était courant et même les aristocrates non royaux épousaient les filles de leur demi-frère. Cependant, ces mariages consanguins ont été progressivement interdits en interdisant aux enfants de ces individus d'occuper des postes dans la bureaucratie de l'État, puis qualifiés d'adultère, mais ces sanctions ont néanmoins souvent survécu.
Contrairement à la coutume dominante de résidence patrilocale pour les couples mariés pendant la période Joseon et l'ère moderne, les coréens de la période Goryeo n'étaient pas rares pour un mari de résider matrilocalement avec sa femme et ses parents après le mariage. Les mariages avaient lieu dans la maison familiale de la mariée et l'âge moyen du mariage était à la fin de l'adolescence, les aristocrates se mariant plus tôt que les roturiers. Le mariage comprenait un échange de cadeaux et un banquet pour montrer la richesse de la famille de la mariée. Il n'y avait pas d'échange de richesse de la mariée ou de dot. Les mariages étaient souvent arrangés par des entremetteurs. La société Goryeo était hautement stratifiée et les relations et les statuts de parenté étaient mutuellement établis, y compris le statut de mère et de père et la parenté. Ainsi, contrairement à la dynastie Joseon, les épouses et les maris sont restés membres à la fois de leurs groupes de parenté naturels et de leurs familles attachées après le mariage. Idéalement, le mariage n'impliquait pas de diviser le ménage en unités plus petites et les familles préféraient garder les filles avec ou sans mari après le mariage. La perspective d'un héritage de sa belle-famille peut avoir été une motivation importante pour qu'un mari s'entende avec les parents de sa femme. L'héritage n'était pas déterminé par la primogéniture et les fils et les filles recevaient des parts égales d'héritage de leurs parents.
Les mariages pluraux étaient pratiqués, mais les épouses et leurs descendants n'étaient pas rangés et chacun avait des droits égaux en tant qu'héritiers. Les mariages pouvaient facilement être rompus par les maris ou les femmes. Une femme qui se remariait trop souvent pouvait acquérir une réputation négative de promiscuité, mais les coréennes de la dynastie Goryeo n'étaient pas considérées comme prudes, du moins selon les normes chinoises de l'époque. Il n'y avait aucune interdiction pour les veuves de se remarier, sauf une obligation de faire le deuil. Les descendants d'un veuf sont gardés par sa mère et sa famille.

### Mariage pendant la période Joseon (1392-1910)
La distinction a été introduite au début de la dynastie Joseon, imitant la dynastie féodale chinoise, distinguant l'épouse principale et la seconde épouse, clarifiant ainsi la ligne de succession. Les critères essentiels pour une épouse principale sont qu'elle soit entrée vierge dans la famille de son mari et qu'elle ne puisse pas provenir d'une classe inférieure en cas de mariage avec l'aristocratie qui, lors de l'introduction de cette règle, était contrainte de choisir qui parmi leurs épouses aller être nommer comme principale. Pour imiter le code pénal de la dynastie Ming, les épouses principales ne pouvaient pas être divorcées pour une autre, et le rang des épouses ne pouvait pas être réarrangé. La réforme du classement des épouses avait pour but de clarifier la distinction de statut social dans la société. Dès lors, les élites choisissaient généralement leurs premières épouses parmi les autres familles Yangban, tout en choisissant des épouses secondaires parmi les classes inférieures, augmentant la distinction entre l'aristocratie Yangban et les roturiers.
Au cours de cette période, la résidence familiale après le mariage est devenue la norme grâce aux modifications promulguées par le roi de la loi régissant les obligations de deuil et les droits de succession. Ce changement a été rendu possible en partie grâce à des restrictions de plus en plus strictes sur le mariage consanguin, interdisant d'abord les mariages entre cousins matrilinéaires, puis s'étendant aux cousins germains, et finalement étendus pour interdire le mariage entre personnes du même nom de famille en 1669. En 1427, une autre loi chinoise a été adoptée qui fixait l'âge du premier mariage à 15 ans pour les hommes et à 14 ans pour les femmes, bien que si l'un des parents est atteint d'une maladie chronique ou âgé (plus de 50 ans), la limite d'âge du mariage pouvait être abaissé à 12. La justification de la prévention du mariage précoce est l'hypothèse que les enfants qui sont mariés à un très jeune âge ne seront pas suffisamment socialisés pour comprendre les obligations de leur conjoint et ne pourront donc pas socialiser correctement leurs enfants. Cependant, cette loi a été fréquemment violée. Les hommes Yangban de l'aristocratie avaient tendance à se marier plus jeunes que les roturiers. L'inquiétude des législateurs concernant le manque de femmes à marier a conduit à l'adoption d'une législation punissant les familles qui n'ont pas épousée leurs enfants au moment opportun.

## Mariage en Corée du Nord
Après l'établissement du régime communiste en Corée du Nord à la fin des années 1940, les réglementations familiales entre le Nord et le Sud ont commencé à différer, le gouvernement nord-coréen introduisant rapidement une série de lois et de nouvelles réglementations affectant le droit de la famille. L'un des moteurs de la nouvelle loi est la rhétorique novatrice en faveur de l'égalité des sexes (cependant, l'égalité des sexes en Corée du Nord reste un problème majeur, la plupart des observateurs indépendants concluant que la Corée du Nord est encore loin d'atteindre la parité des sexes).
L'engagement n'est pas légalement reconnu. Le mariage est autorisé à l'âge de 18 ans (pour les hommes) et 17 ans (pour les femmes). Contrairement à la Corée du Sud, il n'y a pas de dispositions légales régissant ou interdisant le mariage entre personnes liées par le sang ou d'autres types de relations familiales. Le divorce est autorisé, sous réserve d'approbation administrative.
À la fin des années 2010, le taux de nuptialité en Corée du Nord était très élevé (plus de 96 % des adultes de 30 ans et plus étaient mariés) et le taux de divorce était très faible (moins de 1 % de la population nord-coréenne était divorcé selon les données officielles).
Le mariage arrangé est fréquemment célèbre en Corée du Nord.

## Mariage en Corée du Sud

### Admissibilité et interdictions
Le mariage en Corée du Sud est actuellement limité aux unions entre personnes de sexe opposé, car les mariages homosexuels ne sont pas reconnus. Les hommes de plus de 18 ans et les femmes de plus de 16 ans peuvent se marier avec le consentement de leurs parents ou tuteurs. En revanche, l'âge du consentement au mariage en Corée du Sud est de 20 ans en âge coréen (19 ans en âge international). 20 ans est aussi l'âge du consentement à avoir des relations sexuelles. Ces limites d'âge se réfèrent à l'âge basé sur le calendrier lunaire, qui a tendance à être supérieur d'un ou deux ans à l'âge solaire. La Corée du Sud reconnaît également les soi-disant "mariages de droit commun" comme équivalents aux "mariages de fait" des couples qui n'ont pas enregistré leur mariage légalement mais qui ont annoncé publiquement la fin de leur relation. une cérémonie de mariage publique, ou 3. vivre ensemble comme s'ils étaient mariés.

#### Mariage au sein du même clan ancestral
Avant 2005, le mariage entre deux personnes du même clan violait le tabou coréen de l'inceste et était illégal, tandis que le mariage entre personnes du même clan était interdit par la société. Au milieu des années 1990, 55 % de la population sud-coréenne partageait l'un des cinq noms de famille : Kim, Park, Lee, Choi et Jeung ; et 40 % des sud-coréens revendiquent leur appartenance à l'un des trois principaux clans : le clan Kimhae Kim, le clan Jeonju Lee et le clan Milyang Park. Cette interdiction systématisée a été inspirée par des tabous similaires à la fin de la dynastie Tang à la fin de la dynastie Joseon, qui a tenté de mettre en œuvre les idéaux confucéens de gouvernance et d'ordre social,.

### Cérémonies de mariage traditionnelles
- Pré-cérémonie

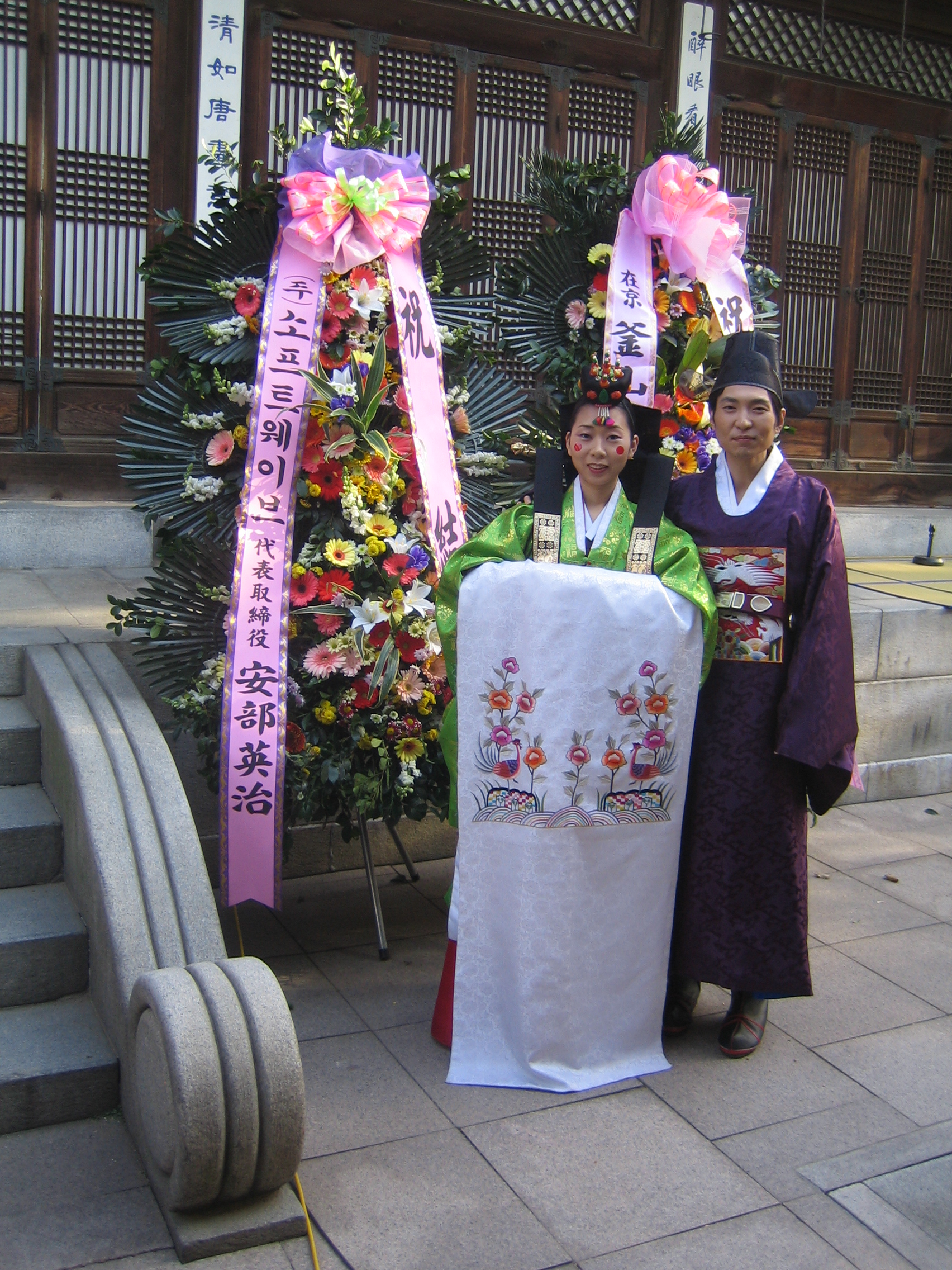
Hollye, mariage coréen.

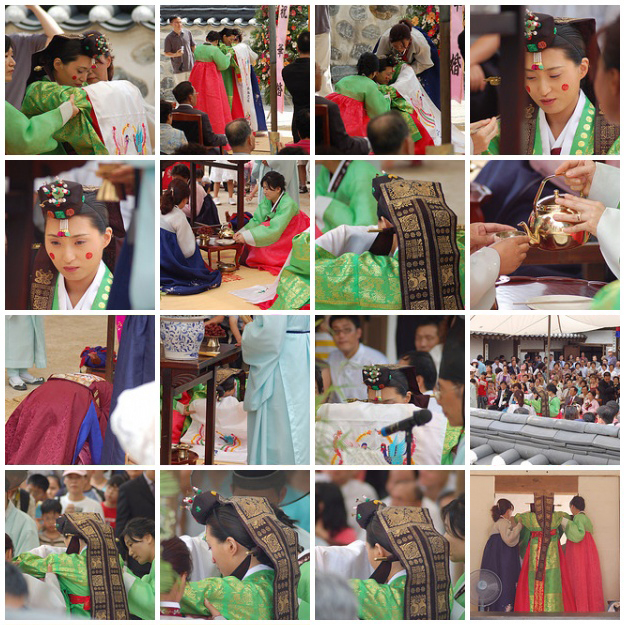
Cérémonie de mariage traditionnelle coréenne.

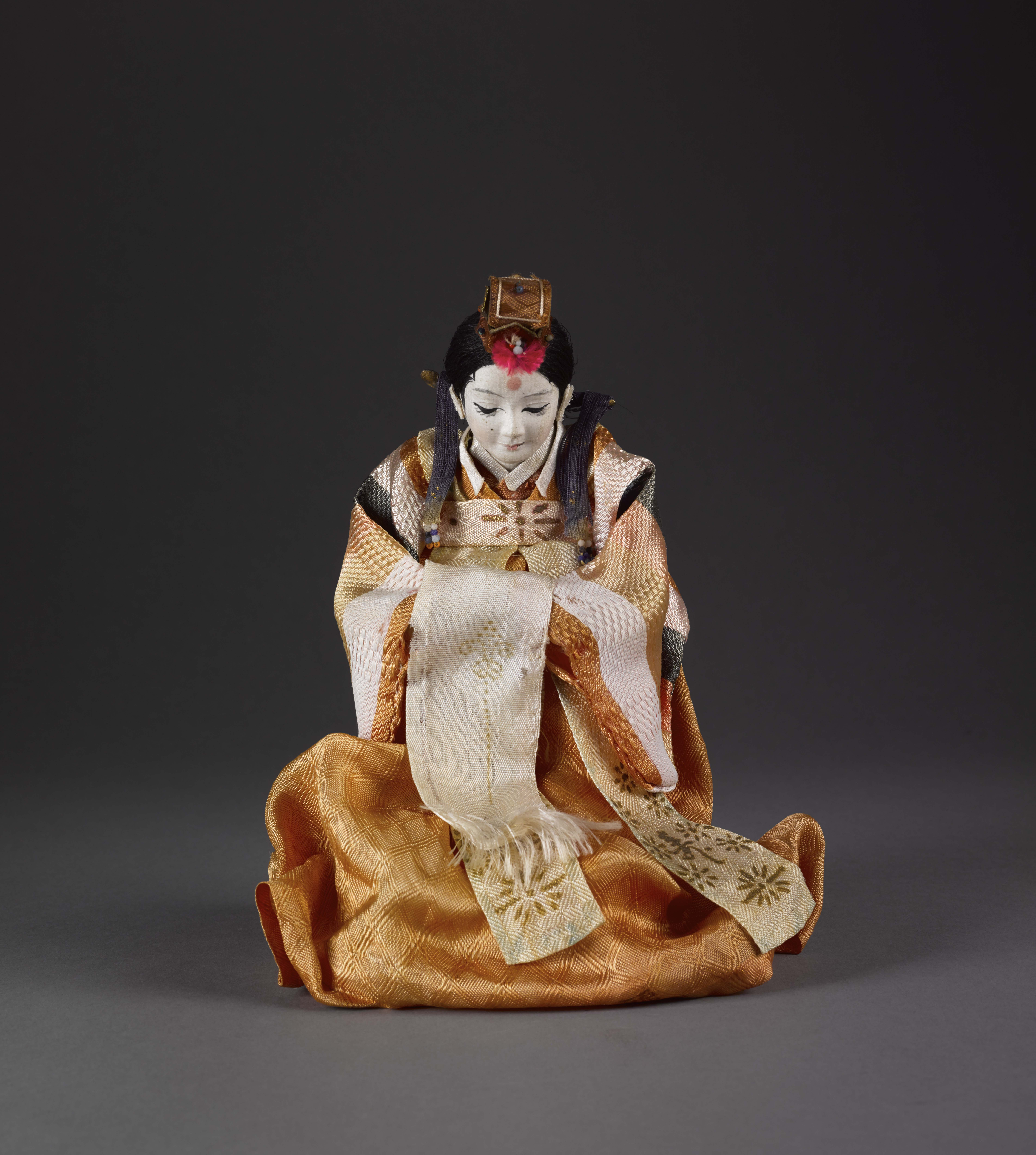
Poupée nuptiale coréenne, v. 1800-1894, des archives de l'Oxford College de l'Université Emory

Les mariages coréens traditionnels sont basés et axés sur les valeurs confucéennes traditionnelles. Chaque aspect d'un mariage, de l'organisation du mariage aux rites et cérémonies, comporte des étapes importantes et élaborées. Dans la culture coréenne traditionnelle, comme dans d'autres autres cultures traditionnelles, le mariage entre un homme et une femme est décidé par les aînés des mariés. Outre les valeurs confucéennes, la famille et les coutumes familiales priment. Le mariage est considéré comme la partie la plus importante de la vie d'une personne. Ce n'est pas uniquement une union entre deux personnes mais aussi entre deux familles. En plus, le mariage était un moyen, en particulier dans les familles de la classe supérieure, de développer et/ou de maintenir un statut social. Pour ces raisons, un temps considérable a été consacré à la préparation avant d'effectuer la cérémonie de mariage proprement dite.
La première étape s'appelle l'euihon (hangeul : 의혼 ; hanja : 議 婚), ou "mise en relation", c'est lorsque les familles de la mariée et du marié discutent de la possibilité d'un mariage. Différents facteurs sont pris en compte tels que : le statut social, la personnalité, l'apparence, les réalisations académiques et/ou agricoles (industrielles), ainsi que l'harmonie matérielle prophétisée par une diseuse de bonne aventure. "En général, l'euihon est déterminé lorsque la partie marié soumet une lettre de demande en mariage et que la partie mariée envoie une lettre de réponse autorisant le mariage." Une fois la réponse de la mariée renvoyée au marié, en cas d'accord, le marié fixera une date pour la cérémonie. Cette deuxième étape est appelée naljja seoljeong (hangeul : 날짜설정 ; hanja : 날짜設定), ou "réglage de la date". L'année, le mois, le jour et l'heure du marié (selon le calendrier lunaire), qui est connu sous le nom de saju (hangeul : 사주 ; hanja : 四柱), est écrit sur un papier et enveloppé dans des branches de bambou et attaché avec du fil rouge et bleu. Puis, le colis a été enveloppé dans du tissu rouge et bleu et envoyé à la maison de la mariée. La date de naissance du marié est envoyée à une diseuse de bonne aventure, qui détermine la date en fonction du saju. Cette date est ensuite renvoyée au marié. La dernière étape des traditions pré-cérémoniales s'appelle le napchae (hangeul : 납채 ; hanja : 納采), ou l'échange d'objets de valeur. Une fois la date fixée, le marié envoie alors une boîte à la mariée qui est connue sous le nom de ham (hangeul : 함 ; hanja : 函). Dans le ham, il y a habituellement trois éléments : le honseo (hangeul : 혼서 ; hanja : 婚書), le chaedan (hangeul : 채단 ; hanja : 彩緞) et le honsu (hangeul : 혼수 ; hanja : 婚需). Des trois, le plus important est le honseo, qui signifie "papiers de mariage". Ce cadeau est offert à la mariée comme un engagement à épouser un seul mari. On s'attend à ce que la femme garde ce papier pour toujours ; à sa mort, les papiers sont également enterrés avec elle. Le chaedan est un tissu rouge et bleu utilisé pour fabriquer des vêtements. Les couleurs rouge et bleu représentent la philosophie Yin/Yang. De plus, le honsu est une variété de différents cadeaux offerts à la famille de la mariée. Cela peut englober des objets pour la maison, des bijoux et des vêtements.
- Cérémonie

Dans les temps anciens, les mariages (hangeul : honrye ; hanja :婚禮) avaient lieu dans la cour ou la maison de la mariée. Le marié s'est rendu à cheval jusqu'à la maison de la mariée et, après la cérémonie de mariage, emmène sa femme dans une litière (lit porté) chez ses parents pour y vivre. La mariée et le marié portaient des robes royales lors de la cérémonie de mariage. Les gens ordinaires n'étaient autorisés à porter des vêtements de luxe que le jour de leur mariage. Les lanternes sont utilisées pour éclairer le chemin de la maison du marié à la maison de la mariée la veille de la cérémonie de mariage. Traditionnellement, la famille du marié portait un coffre plein d'offrandes pour la famille de la mariée. Les oies de mariage sont le symbole d'un mariage long et heureux. Les grues sont des symboles de longévité et peuvent être gravées sur les ceintures des femmes. Les canards de mariage sculptés sur bois, également appelés canards mandarin, sont souvent utilisés dans les cérémonies de mariage traditionnelles car ils symbolisent l'harmonie, la fidélité et la descendance nombreuse.
- Tenues pour les mariés

La tenue vestimentaire des femmes comprend un jeogori (저고리 ; veste courte à manches longues) avec deux longs rubans qui sont noués pour former l'otgoreum (옷고름). Une chima (치마), une jupe longue, taille haute et enveloppante est portée. Les chaussures bateau en soie se portent avec des chaussettes en coton blanc. La tenue de la mariée peut comprendre une ceinture blanche avec des attributs ou des fleurs significatives. Un chapeau ou une couronne peuvent également être portés. Le norigae (노리개) est une décoration pour le hanbok (한복) qui a été portée par toutes les classes de femmes coréennes pendant des siècles. Il est accroché à la jupe ou au ruban de la veste. Le nœud qui est sur le dessus s'appelle le maedeup (매듭). Une veste (jeogori, 저고리) et un pantalon et un pardessus sont aussi portés. La veste a des manches larges, un pantalon large et se ferme avec une bride à la cheville. Un gilet peut être porté par-dessus la chemise. Un chapeau noir peut être porté. Le costume de mariage pour le marié est également connu sous le nom de gwanbok.

### Cérémonies de mariage de style moderne
Dans les grandes villes, les hôtels de luxe auront des "salles de mariage" ou des salles de bal dédiées à la cérémonie de mariage. Ces salles sont décorées sur le thème du mariage et sont louées à des couples. D'autres lieux de mariage sont des établissements indépendants qui peuvent accueillir plusieurs mariages différents en même temps. Aujourd'hui, de nombreux couples auront d'abord une cérémonie plus "occidentalisée" avec une tenue de smoking et une robe de mariée blanche, puis procéderont à un mariage coréen traditionnel à plus petite échelle après la cérémonie principale.

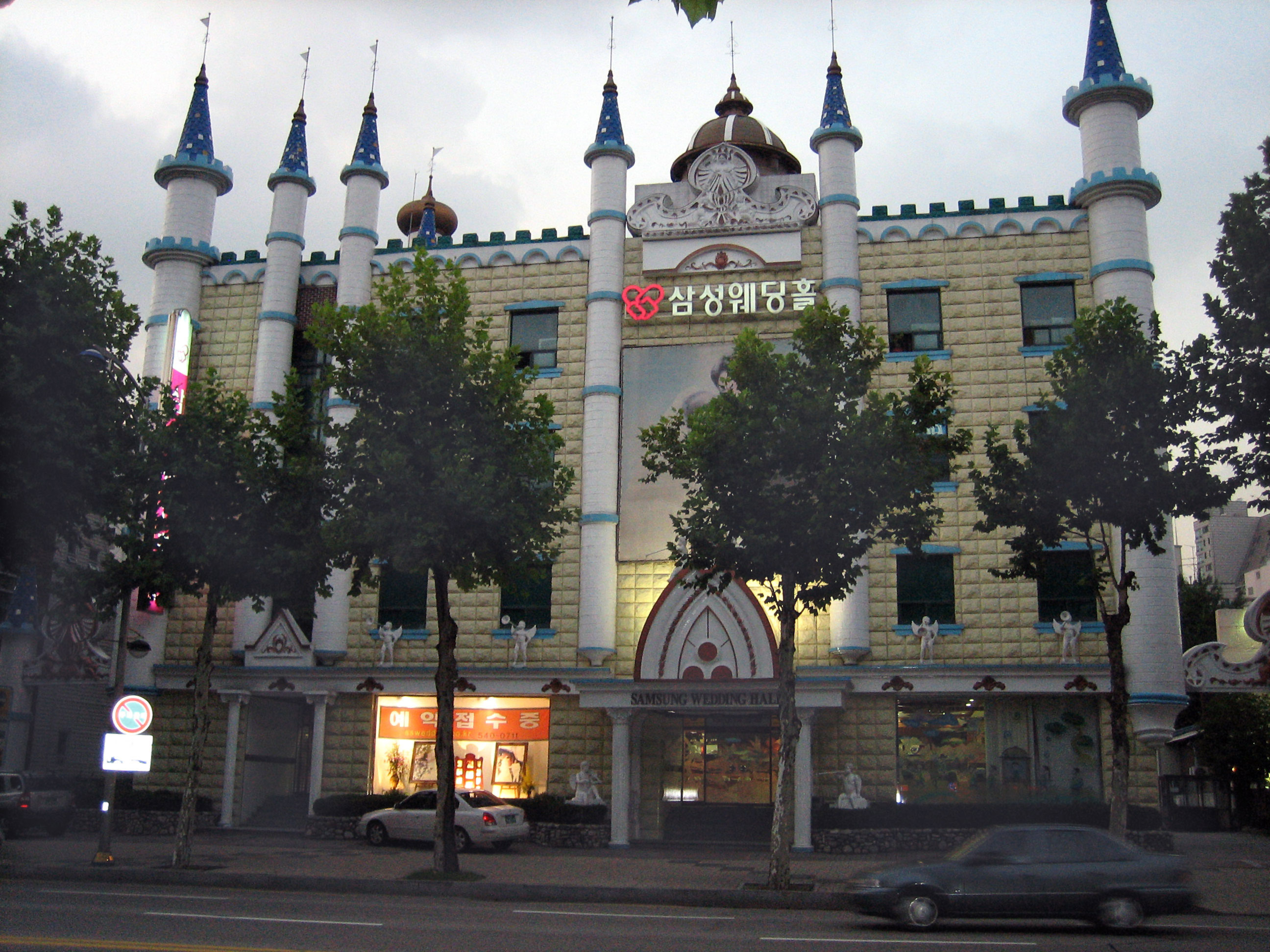
Salle de mariage Samsung à Séoul.

#### Salles de mariage
Alors qu'une salle de bal ou une église d'hôtel devrait conserver la flexibilité nécessaire pour d'autres fonctions, les salles de mariage indépendantes peuvent se concentrer exclusivement sur les mariages et même répondre à des occasions spéciales sur un sujet spécifique. Les mariages dans les hôtels de luxe ont été interdits par le gouvernement en 1980, partiellement légale en 1994 et pleinement légale en 1999.
Dans les lieux de mariage plus fréquentés, la formalité (à l'exception du couple et de leurs familles) est souvent assouplie selon les normes occidentales. Il peut y avoir une salle de buffet sur un étage dans laquelle les invités de tous les différents mariages viennent pour un repas, avant ou après la cérémonie, ce qui ne prendra pas plus de 20 minutes. Le cadeau le plus courant pour un nouveau couple est l'argent liquide, et dans le hall à l'extérieur du lieu du mariage, le représentant de la famille du couple collectera et enregistrera les dons.
La cérémonie officielle devant les invités est suivie du pyebaek, qui est une cérémonie entre membres de la famille exclusivement. La mariée salue formellement ses nouveaux beaux-parents après la cérémonie de mariage. De plus, le marié porte généralement sa mère puis la mariée, symbolisant son acceptation de ses obligations envers sa mère et sa femme.

#### Fête et réception de mariage
La fête ou la réception de mariage coréenne moderne (kyeolhon piroyeon, 결혼피로연, 結婚披露宴) peut être un mélange de cultures traditionnelles et occidentales. Lors d'une réception de mariage traditionnelle, les invités trouveront du bulgogi (불고기, lanières de bœuf grillées marinées), du galbi (갈비, bouts de côtes marinés), divers types de kimchi (chou mariné dans une variété d'épices, avec d'autres ingrédients comme le radis , fruit de mer). Il y aura de nombreux bols de sauces d'accompagnement pour tremper.
Le repas est principalement accompagné d'une quantité généreuse de riz gluant blanc (밥) ainsi que du gimbap (김밥), qui est du riz, des œufs, des épinards, de la chair de crabe, des radis marinés et plusieurs ingrédients roulés dans des algues et coupés en cercles. Il peut aussi y avoir du mandu (만두), des boulettes farcies au chou, des carottes, de la viande, des épinards, de l'ail, des oignons, de la ciboulette et des nouilles claires. Ces boulettes peuvent être frites ou cuites à la vapeur. Une soupe sera proposée, généralement une sorte de kimchi, ou une soupe de gâteau de riz (boulettes de riz dans un bouillon de poulet), ou encore du doenjang jigae, une soupe à base de graines de soja fermentées.
Les bouillons à base d'anchois séchés et les soupes de légumes à base d'épinards séchés, de tranches de radis ou d'algues séchées sont également populaires. Des galettes de riz cuites à la vapeur (tteok) parfois garnies de feuilles d'armoises parfumées ou saupoudrées de farine de soja, d'orge ou de millet grillées sont présentées comme un plat salé de cérémonie. Divers fruits, comme des poires coréennes, et des gâteaux seront proposés en dessert. Une cuillère et des baguettes sont utilisées pour manger.

### Pratique courante
En 2020, selon Statistics Korea, l'âge moyen du premier mariage est de 33,2 ans pour les hommes et de 30,8 ans pour les femmes. Dans de nombreux mariages, l'homme est plus âgé que la femme. Cette différence d'âge est souvent intentionnelle. En 2013, le coût moyen d'un mariage par personne dépassait les 50 millions de won.

#### Mariages entre Coréens et non-Coréens
| Femmes coréennes + Maris étrangers | Femmes coréennes + Maris étrangers | Femmes coréennes + Maris étrangers | Hommes coréens + Épouses étrangères | Hommes coréens + Épouses étrangères | Hommes coréens + Épouses étrangères |
| Pays                               | Cas                                | %                                  | Pays                                | Cas                                 | %                                   |
| ---------------------------------- | ---------------------------------- | ---------------------------------- | ----------------------------------- | ----------------------------------- | ----------------------------------- |
| USA                                | 1 101                              | 25,9                               | Vietnam                             | 3 136                               | 28.2                                |
| Chine                              | 942                                | 22.2                               | Chine                               | 2 524                               | 22,7                                |
| Canada                             | 257                                | 6                                  | Thailand                            | 1 735                               | 15.6                                |
| Japon                              | 135                                | 3.1                                | Japon                               | 758                                 | 6.8                                 |
|                                    |                                    |                                    | USA                                 | 432                                 | 3.8                                 |
|                                    |                                    |                                    | Philippines                         | 367                                 | 3.3                                 |
|                                    |                                    |                                    | Russie                              | 275                                 | 2.4                                 |
| Autres                             | 1 806                              | 42,5                               | Autres                              | 1 873                               | 16.8                                |
| Total                              | 4 241                              | 100                                | Total                               | 11 100                              | 100                                 |

Le nombre de mariages mixtes en Corée du Sud a augmenté en raison de plusieurs facteurs, notamment le grand nombre d'étudiants coréens à l'étranger ou voyageant et la proportion plus élevée d'hommes vivant dans des zones rurales où les hommes sont nettement plus nombreux que les femmes. Alors que le monde devient de plus en plus connecté avec l'essor d'Internet, les sites de rencontres ou les sites de réseaux sociaux offrent aux couples un moyen d'interagir les uns avec les autres. La majorité des mariages internationaux impliquant des femmes coréennes sont avec des hommes occidentaux, tandis que les hommes coréens ont tendance à épouser d'autres femmes asiatiques. Depuis 2005, le nombre de mariages internationaux en Corée du Sud a diminué. Environ 7% des couples qui se sont mariés en 2020 étaient des couples internationaux.
Comme il y a un manque de population féminine dans les zones rurales de la Corée du Sud, certains hommes comptent sur des courtiers et des agences matrimoniales pour organiser un mariage avec une mariée par correspondance, principalement des pays d'Asie du Sud-Est comme le Vietnam et la Thaïlande, ainsi que l'Ouzbékistan et le Népal. Les mariages entre hommes sud-coréens et femmes étrangères sont souvent arrangés par des agents matrimoniaux ou des groupes religieux internationaux. Les hommes paient pour communiquer des lettres et aborder leurs femmes lorsqu'elles arrivent en Corée du Sud. Il est de plus en plus évident que le niveau de pauvreté et les taux de divorce sont statistiquement plus élevés chez les hommes coréens mariés à des femmes étrangères. Actuellement, les divorces entre Coréens et conjoints étrangers représentent 10 % du taux total de divorce en Corée. Bien que ces mariages puissent réussir, dans certains cas, les femmes immigrées sont mal comprises et isolées de leurs maris coréens.[réf. nécessaire]
Alors que les différences linguistiques et culturelles deviennent un problème, de nombreuses épouses étrangères souffrent de différences culturelles, qui affectent également l'intégration sociale de leurs enfants. Les enfants issus de familles de mariage interracial connues sous le nom de "Damunhwa" signifiant famille multiculturelle, font face à une crise d'identité et à des abus raciaux alors qu'ils tentent de s'intégrer dans la société coréenne. En raison de la perception sociale négative des agences matrimoniales étrangères et de leurs épouses ainsi que de l'extrême adhésion des coréens monoraciaux, ces enfants manquent de sentiment d'appartenance et se sentent maltraités en raison de l'isolement.
Afin de réduire les problèmes futurs, le gouvernement met en place des programmes pour les hommes qui envisagent d'épouser des femmes étrangères grâce à un partenariat entre le ministère de l'égalité des sexes et le ministère de la justice. En outre, le ministère de la Santé, du Bien-être et de la Famille propose des programmes pour aider les épouses étrangères qui tentent de s'adapter à la société coréenne par le biais de centres de soutien aux familles à travers le pays.
Les centres multiculturels de soutien familial en Corée du Sud sont gérés et financés par le Ministère de l'égalité des genres et de la famille. Le but et l'objectif de ces centres sont de satisfaire des aides d'éducation, de recommandation et de culture familiale aux familles multiculturelles, de soutenir les femmes immigrées à s'installer dans la société coréenne et d'assister les familles multiculturelles à avoir une famille stable. En s'alliant avec les provinces et les villes du coin, les éléments de soutien fournissent des services de base mais qui sont nécessaires pour les femmes locales, tels que des services de l'enseignement de la langue et de la culture coréennes, des services de traduction et d'interprétation, des services de garde d'enfants, des services de soutien à la vie de famille, des services pour l'emploi et des services de soutien aux entreprises.

#### Mariage de même sexe
Malgré le fait que le mariage homosexuel soit illégal en Corée du Sud, certains couples homosexuels organisent des cérémonies privées qui ne sont pas légales. En 2023, une haute cour sud-coréenne à Séoul a statué que l'agence nationale d'assurance maladie sud-coréenne ne devait pas discriminer les couples de même sexe.
Le réalisateur et producteur de films Kim-Jho Kwang-soo a eu une cérémonie privée non légale avec Kim Seung-hwan, le chef du distributeur de films gay Rainbow Factory en septembre 2013. Kim Jho a organisé une cérémonie de mariage publique et illégale avec le distributeur de films David Kim Seung-hwan (son partenaire de même sexe depuis 2004), à Séoul le 7 septembre 2013, le premier mariage de l'année dans le pays qui ne reconnait pas le mariage sexuel. À Séoul, le 10 novembre 2019, la lesbienne Kim Gyu-Jin a ouvertement épousé sa partenaire en public. Elle a écrit un livre sur son expérience de mariage lesbien en Corée intitulé Unni, veux-tu m'épouser ?"(ko : 언니, 나랑 결혼할래요?) Le 7 mai 2020, elle et sa partenaire ont enregistré leur mariage auprès du bureau de Jongno-gu mais ils ont reçu un avis de non-recours.

### Types de mariage et de cour

#### Mariage d'amour
Le mariage "d'amour", comme on l'appelle communément en Corée du Sud, a gagné en popularité au cours des dernières décennies. Une phrase qui fait référence au mariage de deux personnes qui se rencontrent et tombent amoureux sans entremetteur ni regroupement familial. Habituellement, les mariés se rencontrent pour la première fois lors d'un rendez-vous à l'aveugle organisé par des amis, lors d'un rendez-vous de groupe, sur leur lieu de travail ou à l'université ou à l'école. Les familles sud-coréennes acceptent ce type de mariage plus facilement qu'auparavant.

#### Divorce
Historiquement, le taux de divorce en Corée du Sud était relativement faible avant de commencer à augmenter rapidement au milieu des années 1990. Le taux de divorce culmine à 3,5 divorces pour 1 000 habitants, ce qui est considéré comme un taux plus élevé que dans certains pays européens. Le taux de divorce en Corée du Sud a commencé à baisser dans les années 2010, avec un taux de 2,1 à 2,3 pour 1 000 personnes. La population coréenne en général montre une attitude conservatrice à l'égard du divorce, mais montre de plus en plus une attitude ouverte à mesure que le taux de divorce augmente. Les données disponibles pour déterminer la probabilité de remariage après un divorce en Corée du Sud sont limitées.
Des études ont montré que les mariages entre personnes coréennes et personnes étrangères sont plus susceptibles de divorcer. Environ 19 mariages entre des maris coréens et des épouses étrangères se sont rompus dans les 48 mois, tandis qu'environ 13 mariages entre des femmes coréennes et des maris étrangers se sont rompus dans les 48 mois. À titre de comparaison, seuls six mariages entre personnes coréens se sont terminés dans les 48 mois. Des études montrent également que les mariages entre maris coréens et épouses étrangères peuvent avoir les taux de divorce les plus élevés en raison de la qualité inférieure de la vie conjugale. Alors que les épouses et les maris moins instruits ont un risque global plus élevé de divorce, les épouses étrangères avec un niveau d'éducation inférieur sont confrontées à un risque extrêmement élevé de divorce en Corée.
Il a été noté que le pourcentage de la population coréenne mettant fin au mariage à un âge plus avancé. Les âges moyens des hommes et des femmes qui demandent le divorce sont passés respectivement à 50,1 et 46,8 ans en 2021. Au cours de la dernière décennie, l'âge moyen du divorce pour les hommes a augmenté de 4,7 ans et l'âge moyen des femmes a augmenté de 5,2 ans. Les taux de divorce dans les autres groupes d'âge ont chuté en 2021, tandis que les taux de divorce chez les personnes de plus de 60 ans ont augmenté, ce que l'on appelle le "divorce gris". Les couples qui se séparent après avoir vécu ensemble pendant 30 ans ou plus ont augmenté de 7,5 % en 2021, soit plus du double de la décennie précédente.
La loi coréenne peut dicter quel conjoint peut demander le divorce. La Cour suprême coréenne ne peut pas accorder le divorce s'il s'avère que le demandeur est à l'origine de l'échec du mariage. Si l'un des époux a commis un acte d'impudicité, l'autre époux peut demander le divorce. Il existe des exceptions, y compris toute cause grave qui pourrait rendre difficile la poursuite d'un mariage. La Cour suprême coréenne n'a pas complètement rejeté la demande de divorce du conjoint reconnu coupable. Plusieurs autres facteurs peuvent entrer en ligne de compte, comme le temps qui s'est écoulé depuis la séparation et les sentiments de l'autre conjoint. Un couple qui s'est mis d'accord peut divorcer sans procédure judiciaire. Les avocats coréens s'attendent à ce que la Corée du Sud passe à l'avenir à un système de divorce sans faute. En 2015, la Cour constitutionnelle a jugé inconstitutionnelle une loi faisant de l'adultère un crime.